# 1925 în științifico-fantastic
- 1924 în științifico-fantastic — 1925 în științifico-fantastic — 1926 în științifico-fantastic

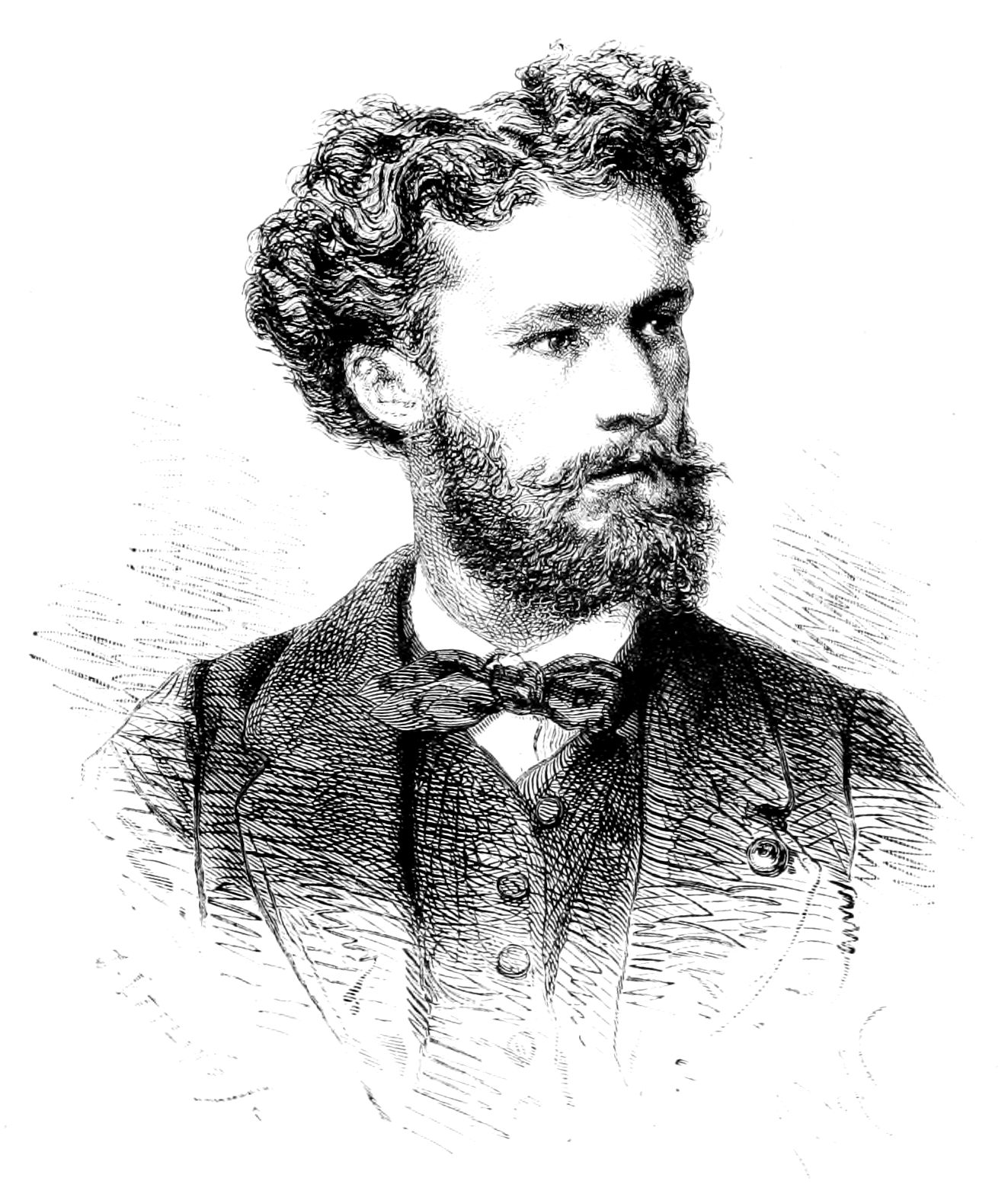
Camille Flammarion (1842 - 1925)

1925 în științifico-fantastic a implicat o serie de evenimente:

## Nașteri și decese

### Nașteri
- Brian Aldiss (d. 2017)
- Christopher Anvil, Pseudonimul lui Harry C. Crosby jr. (d. 2009)
- David R. Bunch (d. 2000)
- Herbert James Campbell (d. 1983)
- Zoltán Csernai (d. 2005)
- Harry Harrison  (d. 2012) A scris Make Room! Make Room! în 1966
- Hayden Howard (d. 2014)
- Monica Hughes (d. 2003)
- Doris Jannausch
- Dezső Kemény (d. 2002)
- Keith Laumer (d. 1993)
- Alfred Leman (d. 2015)
- Katherine MacLean (d. 2019)
- Gerhard Matzke
- J. T. McIntosh, Pseudonimul lui James Murdoch MacGregor (d. 2008)
- Dan Morgan (d. 2011)
- Kris Neville (d. 1980)
- Jean Raspail
- W. W. Shols (d. 1981)
- Arkadi Boris Strugațki (d. 1991)
- Abram Terz, Pseudonimul lui Andrei Sinyavsky (d. 1997)
- Yves Velan (d. 2017)
- Gore Vidal (d. 2012)
- Gerhard Zwerenz (d. 2015)

### Decese
- Camille Flammarion (n. 1842)
- Arthur Oelwein (n. 1868)
- Wilhelm Rubiner (n. 1851)
- Vinzenz Till (n. 1838)
- Arthur Zapp (n. 1852)

## Cărți

### Romane
- Capul profesorului Dowell de Aleksandr Beleaev
- Ralph 124C 41+ de Hugo Gernsback a apărut în volum la editura The Stratford Company (în 1911-1912 a fost publicat în foileton în revista Modern Electrics)
- Inimă de câine  de Mihail Bulgakov, roman terminat dar nepublicat (cenzurat)
- Menace from the Moon de Bohun Lynch
- Metropolis de Thea von Harbou
- Navigatorii infinitului de Joseph-Henri Rosny aîné
- Procesul de Franz Kafka

## Filme
| Titlu                | Regizor                     | Distribuție                                                         | Țara                                      | Sub-Gen /Note |
| -------------------- | --------------------------- | ------------------------------------------------------------------- | ----------------------------------------- | ------------- |
| O lume dispărută     | Harry Hoyt                  | Bessie Love, Lewis Stone, Wallace Beery, Lloyd Hughes, Alma Bennett | Statele Unite ale Americii                |               |
| Luch Smerti          | Lev Kuleshov                | Porfiri Podobed, Vsevolod Pudovkin, Alexandra Khokhlova             | Uniunea Republicilor Sovietice Socialiste | [ 2 ] [ 3 ]   |
| Paris Qui Dort       | René Clair                  | Madeleine Rodrigue, Myla Seller, Henri Rollan                       | Franța                                    | Comedie SF    |
| The Power God        | Francis Ford, Ben F. Wilson | Ben Wilson, Neva Gerber, Mary Crane                                 | Statele Unite ale Americii                | Film serial   |
| Wunder Der Schöpfung | Hanns Walter Kornblum       | Paul Bildt, Willy Kaiser-Heyl, Theodor Loos, Oscar Marion           | Germania                                  | [ 6 ]         |
|                      |                             |                                                                     |                                           |               |